# Kulturhistorisk utställning

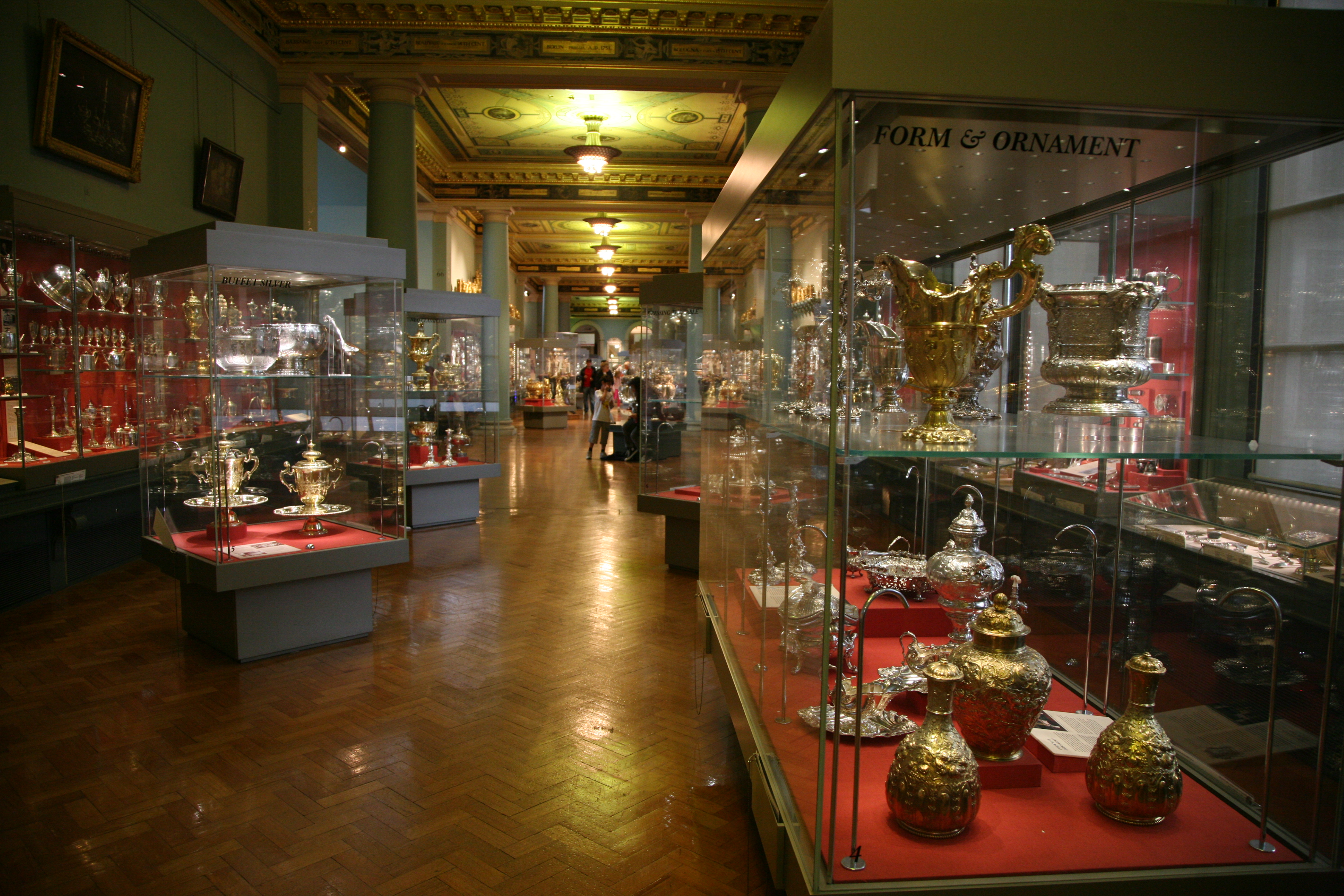
Silverutställning på Victoria and Albert Museum i London.

En kulturhistorisk utställning är en utställning som visar upp och förmedlar en historia främst knuten till människans kollektiva, materiella och folkliga kultur. Det kan exempelvis röra sig om konstföremål, byggnader, arkeologiska artefakter, vardagliga redskap och ting.
Kulturhistoriska museer kan både vara stora statliga rikstäckande institutioner och små regionalt förankrade organisationer som bedriver småskalig utställningsverksamhet på lokal nivå. Exempel på det förstnämnda är Nordiska museet i Stockholm (öppnat 1873), Dansk Folkemuseum (1885) i Köpenhamn och Norsk Folkemuseum i Bygdøy vid Oslo (1894). Andra europeiska exempel är Museum für Deutsche Volkskunde i Berlin (1889) och Musée national des Arts et Traditions populaires i Paris (1937). När det gäller de mindre utställningarna fyller bland annat hembygds- och fornminnesföreningar en viktig funktion, inte minst i Sverige. År 2007 fanns det drygt 1900 hembygdsföreningar i landet.
Hur begreppet kulturhistoria ska definieras och tolkas har inte varit helt entydigt i forskningslitteraturen och begreppet har också historiskt sett lyft fram olika perspektiv och teman. Under 1700-talet och upplysningen representerades kulturen i huvudsak av vetenskap, teknik och industrin. På 1800-talet användes begreppet i ett mer etnografiskt perspektiv med fokus på det folkliga och vardagliga som ramades in i en tydlig nationell avgränsning och traditioner. Gemensamt är att kulturbegreppet tillämpat jämförande perspektiv mellan folkslag och geografiska områden. Kulturen har också betraktats som ett universellt begrepp som lyfter fram "andan" hos en specifik epok.

## Bakgrund

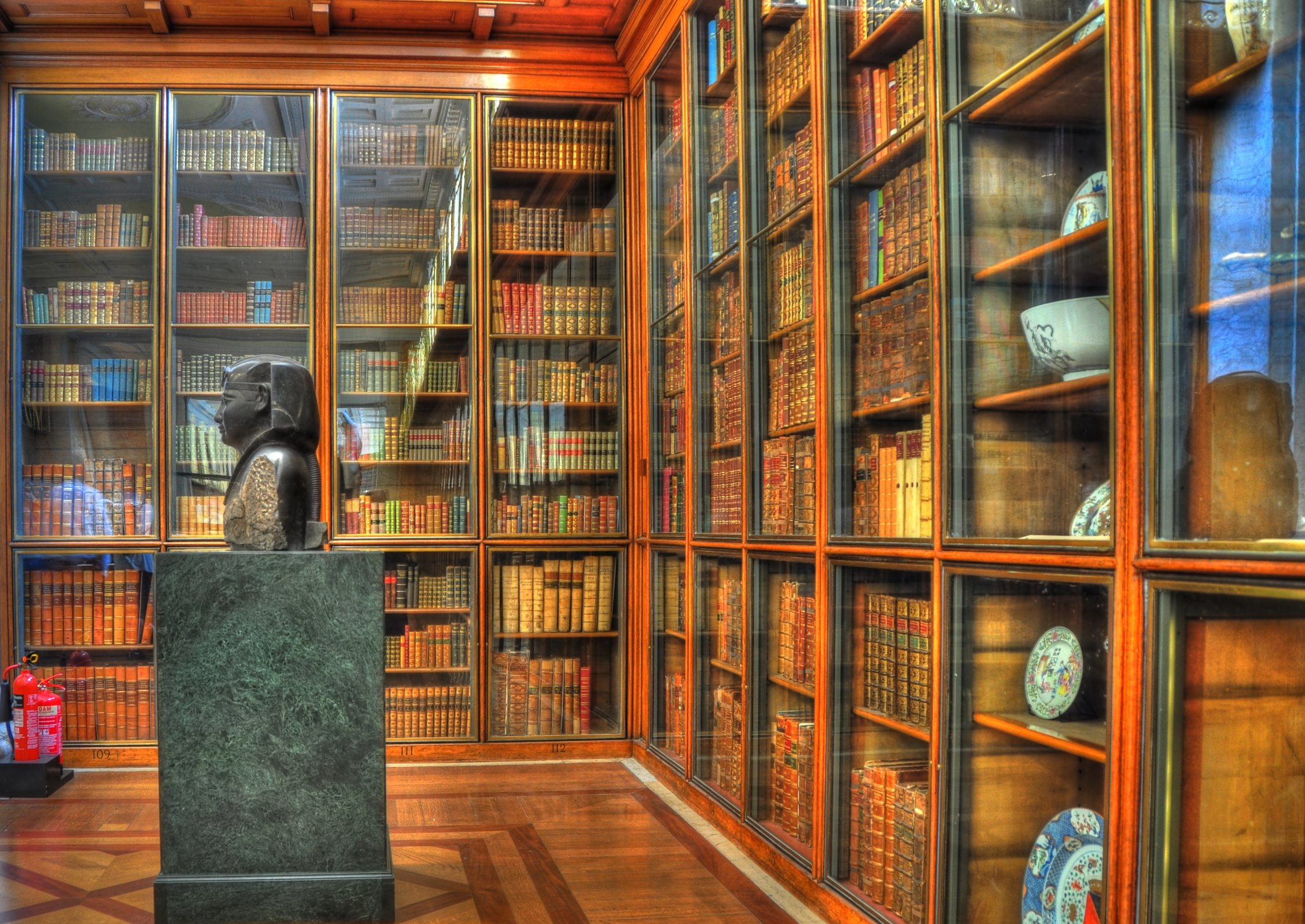
British Museum i London.

Starten på det moderna museiväsendets utveckling brukar dateras till upplysningen och 1700-talets senare hälft, då särskilt med hänsyn till invigningen av Louvren i Paris (1793) och British Museum i London (1753). Dessa institutioner blev viktiga utgångspunkter med sina folkbildande och demokratiska ambitioner att tillgängliggöra samlingar för folket. Under 1800-talet blev det statliga inflytande allt större. Privata och kungliga samlingar ansågs ha ett allmänintresse och togs i många fall över av staten. Formationen och centraliseringen av staten löpte parallellt med nationalismen i Europa. Med nationalismen ökade intresset för olika folkgruppers kulturhistoria och det blev också i huvudsak statens uppgift att stå för förvaltandet och finansieringen av kulturarvet och på så sätt bidra till en nationalistisk historieskrivning.

## I Sverige
Att lyfta fram nationens ursprung, historia och dess folk var ett centralt inslag i nationalismen, vilket framträder i de kulturhistoriska utställningarna. Kulturhistoriska museer under det sena 1800-talet ställde främst ut föremål förknippade med den inhemska allmogekulturen, detta som en konsekvens av nationalromantikens intresse för det folkliga. Exempel på utställningsföremål var klädedräkter, konst, möbler, bostäder och dylika ting. Längre fram uppstod ett ökat intresse för mer vardagliga saker och redskap.

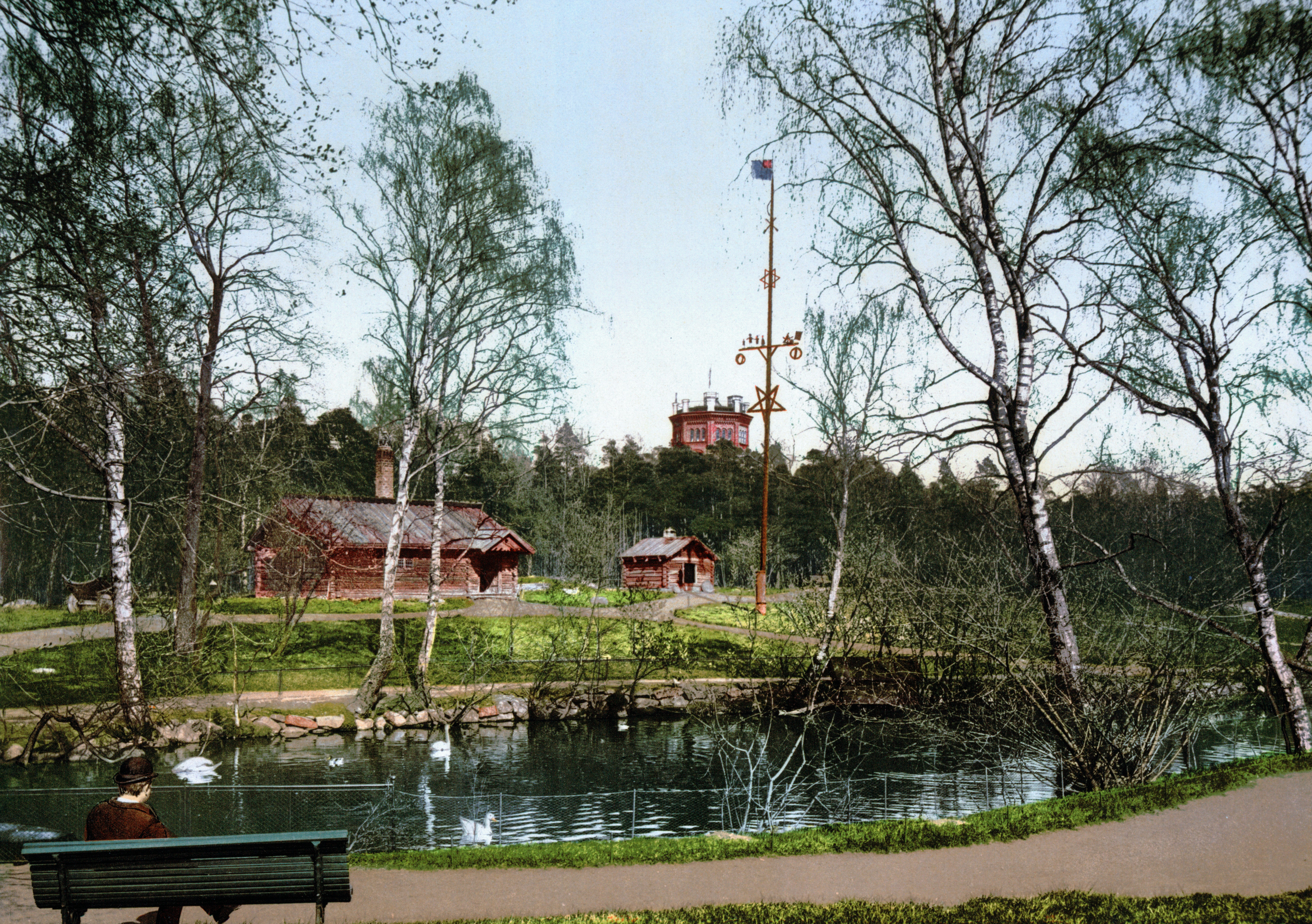
Skansen i Stockholm, ca 1890–1905.

I det här skeendet blev också gestaltningen en viktig del i den process som skulle konstruera den svenska självbilden. En tongivande person som kom att utveckla området var Skansens grundare Arthur Hazelius. På Skansen gestaltades scener ur ett nordiskt vardagsliv och friluftsmuseet blev en plats för återkommande traditionella folkfester. Levandegörande och iscensättning av kulturlandskap utgör en central del i verksamheten. Hazelius var även inblandad i inrättandet av Skandinavisk-etnografiska samlingen (senare Nordiska museet) som öppnade 1873. Hazelius ambition att gestalta och fånga en genuin och autentisk bild av nationen Sverige och det typiskt svenska handlade mycket om en reaktion på en pågående moderniseringsprocess och industrialiseringen av Europa. Det fanns en uppriktig oro över att kulturen höll på att gå förlorad.
Om man under 1800-talet vurmade för ålderdomliga företeelser och landsbygdens befolkning har kulturhistoriska utställningar efter världskrigen i högre grad kommit att omfatta stadskulturen, populärkulturen och olika samhällsklasser. Samlandet blev under den tiden mer diversifierat och breddat.

## Utställningstradition
Den traditionella utställningsmodell som varit typisk för kulturhistoriska utställningar och som fortfarande är förekommande, etablerades utifrån de ideal som rådde under det sena 1800-talets kulturpolitik. Karaktäristiskt för modellen är att den är föremålscentrerad och följer en kronologisk ordning. Tolkningen utgörs av faktabaserad empirisk kunskap och den nationella avgränsningen ramar in urvalet i utställningen. Relationen mellan museet och dess besökare upprättas via en föreläsande och undervisande kommunikation där utställaren fungerar som en översättare åt besökaren.Ett viktigt inslag är den beledsagande texten som skapar sammanhang mellan nutid och dåtid. Tonen är neutral och informativ för att legitimera den objektiva och vetenskapliga ambitionen. Detta kan beskrivas som ett arv från 1800-talets romantiska bildningstradition där normer och värderingar kring vad som var relevant kunskap blev viktigt i folkbildningen. Den här modellen har emellertid ifrågasatts och diskuterats, både inom museivärden och inom forskningen vilket också lett till viktiga förändringar inom utställningsmediet. De kulturhistoriska utställningarna har på 2000-talet allt mer fått interaktiva inslag med ett mer underhållande och upplevelseinriktat tonläge och innehåll.

## Kritiska perspektiv och förändrade trender
För att förstå utvecklingen av kulturutställningarna måste man också förstå kritiken mot den. Från slutet av 1980-talet och under 1990-talet började museernas roll allt mer ifrågasättas i forskningslitteraturen. Som demokratiska institutioner betraktat ansågs de bristfälliga eftersom det varit expertisen och eliten som haft företrädet till tolkning och kunskapsförmedling. Det traditionella museet har mer och mer iklätts rollen som ett verktyg för maktutövning och medborgaruppfostran och kritiserats för att ha strukturerat samhälles kollektiva minne utifrån privilegierade gruppers intressen. Eftersom historieskrivningen kring utställningarna upprättats av de befintliga samlingarna har bara en liten utvald del av kulturhistorien synliggjorts. Huruvida historievetenskap kan skapa trovärdiga empiriska och positivistiska fakta börjar ifrågasättas. Snarare intresserar sig historiker i allt högre grad för begreppet historiebruk och hur historieskrivningen på olika sätt upprättats utifrån politiska tendenser och kommunikativa processer där olika gruppers tolkningsföreträden fått betydelse för vad som ansetts viktigt att minnas och bevara.
i den kontexten har också utställningsföremålens till viss del fått en förändrad funktion och tilldelats en annan sorts relevans. Utställningarnas ambition att rekonstruera och med vetenskaplig korrekthet återge en bestämd verklighet har fått lämna företräde för ett formspråk som öppnar för subjektiva reflektioner kring samlingarna. Den situerade och kontextbundna kunskapen och erfarenheten har större betydelse för hur utställningar utformas. Exempelvis synliggörs kritiska perspektiv på föremål som hämtats från en annan ursprungsmiljö och vilken betydelse de tilldelas.
Kritiken mot kulturhistoriska utställningars traditionella objektivitetsanspråk handlar också om att museerna förväntas anpassas till samhällsförändringen i stort. Allt mer uppmärksammas en förändrad roll och att museerna aktivt kan och bör motarbeta konstruktionen av stereotypa bilder och sociala orättvisor. Synen på museet som en ansvarstagande demokratisk institution med fokus på tillgänglighet och mångfald förändrar också förutsättningar för kulturhistoriska utställningar. I det här förändrade museiklimatet som tar större hänsyn till olika individers förutsättningar och subjektiva preferenser utgår ofta kulturhistoriska utställningar från besökarens identitet och erfarenheter vilket syftar till att också ge kulturhistorien en samtidsanknytning.